# Seedorf (Lauenburg)
Seedorf è un comune di 526 abitanti dello Schleswig-Holstein, in Germania.
Appartiene al circondario (Kreis) del Ducato di Lauenburg (targa RZ) ed è parte della comunità amministrativa (Amt) di Lauenburgische Seen.
Nel territorio comunale nasce il fiume Boize.